# معهد السياسات العامة
معهد السياسات العامة هو معهد أبحاث فلسطيني تأسس عام 2006 ويقع في مدينة رام الله، تم إنشاؤه من قبل مجموعة من المهتمين وذوي الاختصاص المطَلعين على الوضع السياسي الفلسطيني بشكل واسع، بهدف حل مشكلة نقص الإنتاج النظري والتطبيقي في مجال السياسات العامة، بما يتمثل بالأبحاث المتخصصة والدراسات العلمية.

## الرؤية والرسالة
بدأ المعهد عمله في ظل عدم وجود جهة اختصاص تنذر نفسها لتحسين صنع السياسات العامة للقطاعات العامة والأهلية والخاصة في المجالات السياسية والاقتصادية والاجتماعية. فيقوم بدوره بتحمل جزء من المسؤولية لمساعدة المؤسسات الفلسطينية وصنّاع القرار بوضع نماذج سياسية علمية بين أيديهم في كافة الحقول، بما يشجع استبدال الارتجال والتجريب ببناء سياسات تأخذ منحى التنفيذ بعيد المدى.كما يعمل على تغذية الإصدارات القيادات الشابة الفلسطينية بمادة معرفية موضوعية في مختلف القطاعات، لإحداث التغيير الإيجابي والنوعي في عملية صنع القرار الفلسطيني ووضع السياسات العامة.
كما أن المعهد لا يهدف للربح، بل يهدف إلى تحسين صنع السياسات العامة في فلسطين، ودعم عملية اتخاذ القرار من خلال التحليل الموضوعي والأبحاث المتخصصة ذات الجودة العلمية العالية في المجالين النظري والتطبيقي، ومن ثم وضع هذه السياسات في خدمة الفلسطينيين بشكل عام، عبر المطبوعات والورش وبرامج التدريب.

## الأهداف
يهدف معهد السياسات العامة إلى النقاط التالية:
- إصدار مجلة فصلية باسم "سياسات"، وتصدر أربع مرات سنوياً.
- عقد ورش عمل وندوات ومؤتمرات حول أوراق العمل والتقارير التي يصدرها معهد السياسات العامة.
- وضع الأبحاث العلمية في مجال السياسات العامة في خدمة المجتمع.
- إعداد الأبحاث العلمية والدراسات والأوراق السياسية في مجال السياسات العامة.
- دعم بناء القدرات في ميادين السياسات العامة لذوي الاختصاص في الهيئات الحكومية والأهلية.
- إصدار تقارير تقييم أداء دورية حول أداء المؤسسات والهيئات الحكومية والمؤسسات الأهلية في المجتمع المدني.

## برامج ونشاطات المعهد
يتمحور عمل المعهد حول البرامج والأنشطة التالية:
1. مجلة سياسات: وهي مجلة  ربع سنوية يصدرها المعهد، تتناول مقالات وحوارات ودراسات تقوم بتسليط الضوء على الشؤون والقضايا الفلسطينية المهمة للمجتمع الفلسطيني.[6]
2. أوراق سياسات: وهي أوراق بحثية في المجالات السياسية والاجتماعية والاقتصادية الفلسطينية تحسن من صنع السياسات العامة، وهدفها للمساهمة في احداث التغير الايجابي والنوعي في عملية صنع القرار.
3. تقارير تقييم أداء: وهي تقارير تقوم بتقييم الأداء في مواضيع ذات أولوية في المجالات السياسية والاقتصادية، والاجتماعية والثقافية والقانونية.
4. برامج تدريب وبناء قدرات: وهي برامج ودورات تدريبية متخصصة يقوم المعهد بعقدها،  تهدف إلى تطوير مهارات الفئات المستهدفة في مجال السياسات العامة.

## أعضاء مجلس الإدارة
| الرقم | الاسم           | الدور             |
| ----- | --------------- | ----------------- |
| 1     | محمد عودة       | رئيس مجلس الإدارة |
| 2     | عاطف أبو سيف    | نائب الرئيس       |
| 3     | أكرم مسلم       | أمين صندوق        |
| 4     | أكرم هنية       | أمين سر           |
| 5     | أحمد مصلح       | عضو               |
| 6     | سمير عوض        | عضو               |
| 7     | عبد الله النجار | عضو               |
| 8     | إيناس ابو شاويش | عضو               |
| 9     | سائد الغول      | عضو               |

## وصلات خارجية
- موقع معهد السياسات العامة الرسمي